# Nenad Dimitrijević
Nenad Dimitrijević (in macedone Ненад Димитријевиќ?; Skopje, 23 febbraio 1998) è un cestista macedone.

## Carriera
Cresciuto nel settore giovanile della Joventut Badalona diventando professionista con la stessa squadra nella stagione 2016-2017. Terminata l'esperienza con Badalona, nel 2021 firma con il Valencia Basket Club un contratto biennale. La stagione successiva viene ceduto in prestito in Russia all'UNICS Kazan dove vince la VTB United League venendo nominato MVP delle Final four. Terminato il prestito, Valencia decide di rescindere il contratto con il giocatore favorendo il riscatto dell'UNICS Kazan. La stagione seguente viene nominato MVP della VTB League, perdendo però il titolo in finale contro il CSKA Mosca.
Il 22 giugno 2024 firma un contratto biennale con l'Olimpia Milano. A inizio stagione vince la Supercoppa Italiana venendo nominato MVP della manifestazione.

## Statistiche

### Eurolega
| Anno      | Squadra        | PG | PT | MP   | TC%  | 3P%  | TL%  | RP  | AP  | PRP | SP  | PP  |
| --------- | -------------- | -- | -- | ---- | ---- | ---- | ---- | --- | --- | --- | --- | --- |
| 2024-2025 | Olimpia Milano | 27 | 7  | 16,5 | 45,1 | 23,7 | 87,3 | 1,6 | 2,9 | 0,4 | 0,0 | 7,6 |

## Palmarès

### Squadra
- VTB United League: 1

UNICS Kazan': 2022-23
- Supercoppa italiana: 1

Olimpia Milano: 2024

### Individuale
- MVP VTB United League Finals: 1

UNICS Kazan': 2022-23
- MVP VTB United League: 1

UNICS Kazan': 2023-24
- MVP Supercoppa italiana: 1

Olimpia Milano: 2024